# Der Einzige und sein Eigentum
Der Einzige und sein Eigentum ist das Hauptwerk von Max Stirner, das im Oktober 1844, vordatiert auf 1845, im Verlag von Otto Wigand in Leipzig erschien.

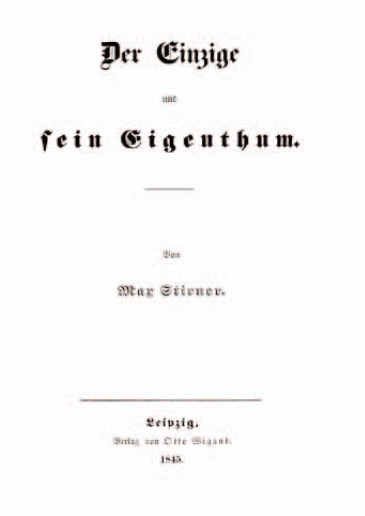
Titelblatt der Erstausgabe: Der Einzige und sein Eigenthum von Max Stirner.

## Editionen
Das Buch Der Einzige und sein Eigentum (nachfolgend: Der Einzige) umfasste mehr als zwanzig Bogen (à 16 Seiten) und unterlag deshalb nicht der damals herrschenden Vorzensur. Sofort nach Erscheinen Ende Oktober 1844 wurde es jedoch in einigen Gebieten verboten, in anderen zugelassen. Das Buch erregte zunächst großes Aufsehen, insbesondere bei den von Stirner heftig kritisierten Junghegelianern (Bruno Bauer, Ludwig Feuerbach), geriet aber schnell, noch vor der Märzrevolution 1848, in Vergessenheit. Eine zweite Auflage, die Wigand 1882 herausbrachte, fand kaum Beachtung.
Eine erfolgreiche Neuauflage war offenbar erst 1893 im Gefolge der plötzlichen Nietzsche-Begeisterung möglich. Sie wurde bemerkenswerterweise von einem glühenden Nietzsche-Verehrer, Paul Lauterbach, initiiert, der damit im Grunde Stirner „unschädlich machen“ wollte. Seine Einleitung, schrieb er an seinen Freund, den langjährigen Nietzsche-Vertrauten Peter Gast, „hat den einzigen Zweck, Unschuldige vor ihm [Stirner] zu schützen und Böswillige zu mystifizieren, lahmzulegen, wesentlich mit Nietzsches Hilfe.“ Lauterbachs Ausgabe des Einzigen in der preisgünstigen Reclams Universal-Bibliothek erschien ab 1893 in zahlreichen Neuauflagen bis Mitte der 1920er Jahre. Eine dritte Auflage von Wigands Ausgabe zum Stirnerjahr 1906 und einige weitere Drucke in verschiedenen anderen Verlagen zeugen von der sogenannten ersten Stirner-Renaissance.
Danach geriet Der Einzige erneut bis zu Beginn der 1960er Jahre in weitgehende Vergessenheit. Die zweite Stirner-Renaissance wurde erstaunlicherweise wiederum durch energisches Betreiben eines Stirner-Gegners initiiert. Hans Günther Helms, ein Adept von Stirners einstigem Gegenspieler Karl Marx, hatte 1966 ein Buch veröffentlicht, in dem er Stirner als „Protofaschisten“ darstellt und zum bislang unerkannten Erzideologen des Faschismus und der damaligen Bundesrepublik (der er Kontinuität faschistischer Gesinnung bescheinigt) erklärt. Helms ging so weit zu behaupten, es bereite „keine Schwierigkeiten, einen Katalog der Parallelstellen im Einzigen und Mein Kampf herzustellen“. Im Anschluss daran gab er 1968 – um die Größe der Gefahr am Original zu verdeutlichen – den Einzigen neu heraus, jedoch in einer Version mit zahlreichen starken Kürzungen und einem eindringlichen Nachwort im Sinne des Herausgebers; sie wurde zweimal, 1969 und 1970 neu aufgelegt.
Kurz darauf, 1972, legte der Reclam-Verlag seinen seit fast fünfzig Jahren nicht mehr gedruckten, vollständigen Einzigen neu auf. Lauterbachs Einleitung wurde durch ein langes, dem damals marxistischen Zeitgeist gemäßes Nachwort von Ahlrich Meyer ersetzt, der Helms’ Einschätzung des Einzigen im Wesentlichen teilt. In einem extra für die Nachauflage 1981 geschriebenen Zusatz bedauert Meyer „die Notwendigkeit eines neuerlichen Nachdrucks“ des Einzigen, denn dies zeige, „dass wir mit Stirner noch nicht am Ende sind… die Renaissance des anti-marxistischen Denkens und verschiedener existentialistischer Ghetto-Ideologien“ hätten Stirner zu erneutem Erfolg verholfen. Dieser Reclam-Band wurde, incl. Meyers Kommentar, mehrfach nachgedruckt, zuletzt 2011.
2009 gab Bernd Kast im Verlag Karl Alber Freiburg/München eine Ausführlich kommentierte Studienausgabe heraus, die auch Stirners Reaktion auf einige Kritiken der Erstveröffentlichung mit dem Titel Rezensenten Stirners enthält. Die Studienausgabe gibt die Texte mit Ausnahme der stirnerschen Eigenheiten bei der Großschreibung von Pronomina in der neuen deutschen Rechtschreibung von 2006 wieder.

## Struktur
Das Buch ist kein sorgfältig komponiertes Werk, wie das nachfolgend wiedergegebene Inhaltsverzeichnis vermuten lässt, sondern im Grunde eine Gelegenheitsarbeit. (159, 250) Es entstand aus den oft heftigen Diskussionen, die in den Jahren 1841–44 in dem Berliner Debattierclub Die Freien in Hippels Weinstube am Gendarmenmarkt geführt wurden. Hauptthemen waren, neben den aktuellen politischen Ereignissen, die jeweils neuesten philosophischen Schriften von Feuerbach und Bauer, die nach Kant, Fichte und Hegel – erstmals in Deutschland – eine radikal atheistische Aufklärung und eine Philosophie der Tat begründen wollten.

### Inhalt
Ich hab' Mein Sach' auf Nichts gestellt [Vorbemerkung]
Erste Abteilung. Der Mensch
- I. Ein Menschenleben
- II. Menschen der alten und der neuen Zeit
  - 1. Die Alten
  - 2. Die Neuen
    - §1. Der Geist
    - §2. Die Besessenen
    - §3. Die Hierarchie

  - 3. Die Freien
    - §1. Der politische Liberalismus
    - §2. Der soziale Liberalismus
    - §3. Der humane Liberalismus

Zweite Abteilung. Ich.
- I. Die Eigenheit
- II. Der Eigner
  - 1. Meine Macht
  - 2. Mein Verkehr
  - 3. Mein Selbstgenuß
- III. Der Einzige

Keine der bisherigen Ausgaben des Einzigen hat ein Namen- und/oder Sachregister. Nur die neueste englische Ausgabe (The Ego and Its Own, ed. David Leopold, 1995) enthält diese Register und dazu ca. 300 erklärende Anmerkungen zum Text.

### Beschreibung
Stirner war ein vir unius libri, d. h., er hat im Grunde nur dieses eine Buch geschrieben, dazu einige Artikel, von denen die Replik auf seine Kritiker, Recensenten Stirners, am bedeutendsten ist. Die inhaltliche Darstellung des Einzigen findet sich deshalb im Rahmen von Stirners Philosophie im Artikel Stirner. An dieser Stelle folgt nur, in Ergänzung des oben gegebenen Inhaltsverzeichnisses, eine mehr oder weniger formale Beschreibung des Buches.
Stirners Buch Der Einzige und sein Eigentum besteht aus einem kurzen Prolog und zwei etwa gleich großen Abteilungen.

#### Prolog
Der Prolog ist übertitelt mit dem von Goethes Vanitas-Gedicht entlehnten Motto Ich hab' Mein Sach' auf Nichts gestellt. Es folgt in Ausformung dieses Mottos ein rhetorisches Feuerwerk, in dem Stirner sich gegen jede Einvernahme für welche „Sache“ auch immer wendet: „Was soll nicht alles meine Sache sein! Vor allem die gute Sache, dann die Sache Gottes, die Sache der Menschheit, der Wahrheit, der Freiheit, der Humanität, der Gerechtigkeit … Meines Volkes, Meines Fürsten, Meines Vaterlandes…“ Stirner, der demonstrativ Worte wie Ich, Mich, Mein etc. groß schreibt, weist solche Forderungen zurück und sagt: „Stelle Ich denn Meine Sache … auf Mich“ – ganz gemäß dem zitierten Motto. Den üblichen Vorwurf, er sei – ohne Dienst an einer derartigen Sache – doch (ein) Nichts, weist er ebenfalls zurück: „Ich bin [nicht] Nichts im Sinne der Leerheit, sondern das schöpferische Nichts, das Nichts, aus welchem Ich selbst als Schöpfer alles schaffe.“ Selbst die „gute Sache“ will er nicht zu seiner machen. Als ein Vordenker Nietzsches avant la lettre behauptet er: „Ich bin weder gut noch böse. Beides hat für Mich keinen Sinn“, und er schließt den Prolog mit dem ebenfalls von Goethe entlehnten Ausruf: Mir geht nichts über Mich!
Die drei Seiten der Eröffnung geben auch einen Vorgeschmack auf Stirners Ironie, die von der bitter-sarkastischen Widmung („Meinem Liebchen Marie Dähnhardt“ – die einstige Emanzipierte hatte sich als Ehefrau sehr gewandelt) durchgängig bis zum Ende vorhanden und nicht immer leicht zu erkennen und zu deuten ist.

#### Erste Abteilung
Vor die erste Abteilung, „Der Mensch“, hat Stirner deren Programm gesetzt: Der Mensch ist dem Menschen das höchste Wesen, sagt Feuerbach. – Der Mensch ist nun erst gefunden, sagt Bruno Bauer. – Sehen Wir Uns dieses höchste Wesen und diesen neuen Fund genauer an. (7) Hauptinhalt dieser Buchhälfte ist die Exposition und Kritik dieser beiden ungefähr gleichaltrigen Denker. Gerade weil er deren atheistische Aufklärung anerkennt, geht er auf frühere Philosophen nur beiläufig erwähnend oder zwecks ausdrücklicher Distanzierung (etwa gegen das Ich bei Descartes, bei Fichte) ein. Der 1831 verstorbene, aber das Geistesleben noch dominierende Hegel ist ihm jedoch so bedrückend nahe, dass er dessen Ansichten immer wieder parodiert bzw. travestiert – was oft nicht erkannt wird. Völlig ernst gemeint ist dagegen die spöttisch formulierte Bilanz seiner Prüfung der Philosophien von Feuerbach, Bauer und deren Anhängern (darunter damals noch Marx): Unsere Atheisten sind fromme Leute. (42, 203) Die Begründung für dieses Urteil soll die zweite Buchhälfte liefern.

#### Zweite Abteilung
Auch die zweite Abteilung, „Ich“, beginnt mit einem Programm: Man hat … fertig zu sein gemeint, als man das Werk der Aufklärung, die Überwindung des Gottes, in unsern Tagen zu einem siegreichen Ende führte. [ … ] Das Jenseits außer Uns ist allerdings weggefegt, und das große Unternehmen der Aufklärer vollbracht; allein das Jenseits in Uns ist ein neuer Himmel geworden und ruft Uns zu erneuten Himmelsstürmen auf.
Wie schwierig Stirner allein den theoretischen Teil dieses Himmelsstürmens – der nur die Vorbedingung des praktischen ist – einschätzte, erhellt schon aus dem Platz, den er seinen Bemühungen einräumt, die er dennoch nur als einen unbeholfenen Anfang einschätzt. In den Kapiteln über die „Eigenheit“ und den „Eigner“ versucht er, seine Anthropologie jenseits der „atheistischen Frömmigkeit“ zu entwickeln.
Auch hier täuscht die klare Kapitelteilung. Wesentliche Gedanken sind schon in der Ersten Abteilung zu finden, etwa die Entwicklung des Begriffs des Heiligen im Kapitel Die Besessenen (passim, 38–42) als dem Gegenbegriff zum „Eigenen“, oder die Ausführungen darüber, wie das Heilige in die Welt kommt, d. h., wie es jedem Menschen in seiner Kindheit mit sanfter oder roher Gewalt eingepflanzt wird (69–79) und welchen Schaden es anrichtet. Den persönlichen Akt der Befreiung vom Heiligen, d. h. vom „Jenseits in Uns“, nennt Stirner „Empörung“ (=sich empor heben). Er führt diesen Begriff aber erst gegen Ende des Einzigen (354–356) ein, was dazu beitrug, dass er oft isoliert als Revolte interpretiert wurde. Da der Prozess der persönlichen Empörung aber sehr schwierig ist, verleiht Stirner der Vermeidung der erzieherischen Erzeugung des Heiligen größeres Gewicht.
Auch die Begriffe, denen Stirner formal ein Kapitel widmet, werden dort nicht klar definiert. Im gesamten Buch werden die Begriffe „Eigner“, „Einziger“, „Einzelner“ und „Egoist“ mehr oder weniger synonym gebraucht. Dazu kommt, dass Stirner auch „unfreiwillige“ oder „düpierte“ Egoisten kennt. Dies und anderes wurde Stirner von einigen zeitgenössischen Kritikern vorgeworfen. Seine Replik auf sie, Recensenten Stirners, ist deshalb als eine wichtige Ergänzung zu seinem Buch zu sehen, wenngleich auch sie keine wirkliche Klarheit schafft.
Stirner und sein Buch Der Einzige und sein Eigentum – auf dessen Inhalt im Artikel Max Stirner eingegangen wird – haben in allen Darstellungen der Philosophiegeschichte, wenn sie überhaupt erwähnt werden, einen marginalen Platz. Im Kontrast dazu steht die indirekte, gleichsam subkutane Wirkung, die das Buch auf einzelne Denker, darunter sehr wirkungsmächtige, gehabt hat.

## Wirkung
Das Buch wurde bei Erscheinen hauptsächlich von den darin kritisierten Autoren rezipiert. Erwiderungen kamen deshalb von Feuerbach (anonym) sowie von Szeliga, einem Anhänger von Bauer, und von Moses Hess, der damals Marx nahestand. Stirner antwortete ihnen in einem längeren Artikel Recensenten Stirners, in dem er unter anderem die von ihm benutzten Begriffe erläuterte. Die historisch wirkungsmächtigste Rezeption war allerdings die von Karl Marx. Marx schrieb seinen Anti-Stirner Sankt Max, der umfangreicher wurde als Der Einzige, brachte ihn aber aus ungeklärten Gründen nicht zur Publikation. Seine Stirner-Rezeption war jedoch, wie erst die neuere Forschung nachgewiesen hat, ausschlaggebend für seine Lösung von Feuerbach und für die Konzeption seiner „großen Theorie“, des Historischen Materialismus.
Noch vor Beginn der Märzrevolution von 1848 war es still um den Einzigen geworden. Das Werk blieb für Jahrzehnte verschollen und wurde nur sehr vereinzelt erwähnt, so 1866 von Friedrich Albert Lange in seiner Geschichte des Materialismus als „das extremste [Buch], das wir überhaupt kennen.“ Der Einzige wurde erst in den 1890er Jahren, in der Folge der Nietzsche-Begeisterung, wiederentdeckt und fand als Reclam-Band weite Verbreitung. Sofort wurde, etwa von Eduard von Hartmann, behauptet, Nietzsche habe Stirner plagiiert. So sehr man diesem Verdacht auch nachging, es fanden sich in Werk, Briefen und Nachlasspapieren Nietzsches keine Spuren, die bewiesen, dass Nietzsche Stirner überhaupt gekannt hat (was wiederum erst recht Verdachtsmomente evozierte). Die Frage ist bis heute nicht definitiv geklärt.
Ebenfalls um 1890 hat Friedrich Engels in seiner einflussreichen Schrift Ludwig Feuerbach und der Ausgang der klassischen deutschen Philosophie Stirner zum Gründungsvater des Anarchismus gestempelt und Michail Bakunin zu dessen Schüler erklärt. Stirner aber hatte gegen Pierre-Joseph Proudhon, der sich selbst als erster einen Anarchisten nannte, polemisiert, und Bakunin, Pjotr Alexejewitsch Kropotkin und andere prominente anarchistische Theoretiker haben sich nie auf Stirner bezogen. Der einzige bekanntere Anarchist, der seine Position von Stirner herleitete, war John Henry Mackay, der jedoch mit seinem individualistischen Anarchismus nur sehr wenige Anhänger fand.
Der Einzige wurde oft als extremer literarischer Ausdruck eines konsequenten Nihilismus bezeichnet. Obwohl er zeitweilig eine starke Verbreitung hatte, war seine akademische Rezeption eher zurückhaltend. In Philosophiegeschichten, selbst in Monographien zum Nihilismus wird er allenfalls am Rande erwähnt. Die Hauptwirkung des Einzigen vollzog sich indirekt. In den bedeutendsten Fällen, Marx und Nietzsche, war der Einzige Anstoß zu einem außerordentlich wirkungsmächtigen Philosophieren. Tatsächlich lässt sich, wie vor allem Bernd A. Laska in seiner Wirkungsgeschichte des Einzigen (siehe unten) gezeigt hat, bei zahlreichen prominenten Denkern solch ein Einfluss, meist in jungen Jahren, nachweisen. Beispiele:
- Rudolf Steiner sah dasjenige, was er „in der zweiten Hälfte der «Freiheitsphilosophie» (Version 1894) als ethische Konsequenz seiner Voraussetzungen entwickelte“, in „vollkommener Übereinstimmung“ mit dem Einzigen.[11]
- Die frühe britische Anarcho-Feministin Dora Marsden war vom Einzigen inspiriert.
- Der frühe Psychoanalytiker und Anarchist Otto Gross war  von Stirners Ideen beeinflusst.
- Der Sexualforscher und Psychoanalytiker Wilhelm Reich äußerte sich in jungen Jahren sehr begeistert über Stirner.
- Carl Schmitt war als Student ein Bewunderer des Einzigen und kam im Alter, in alliierter Haft (Ex captivitate salus: Weisheit der Zelle, 1950) auf ihn zurück.
- Ernst Jünger bildete in seinem Spätwerk Eumeswil die Gestalt des „Anarchen“ nach Stirners Einzigem.
- Der französische Philosoph Georges Palante, einer der ersten Links-Nietzscheaner, wurde durch den Einzigen inspiriert.
- Der Satiriker und Publizist Oskar Panizza widmete seinen 1895 veröffentlichten Essay Der Illusionismus und Die Rettung der Persönlichkeit[12] „dem Andenken Max Stirners“.

Auch einige Prominente, die keine Theoretiker sind und Stirner eher privat schätzen, haben dies in Büchern und Interviews öffentlich gemacht, so zum Beispiel der Bergsteiger Reinhold Messner und der Schweizer Fitnessunternehmer Werner Kieser.
Sebastian Hartmann inszenierte am Deutschen Theater Berlin nach dem Werk Stirners das gleichnamige Musiktheater, welches 2022 uraufgeführt und zum Theatertreffen 2023 geladen wurde.

## Fremdsprachige Ausgaben
(Aufgeführt sind nur die jeweiligen Erstausgaben.)
- französisch: (L'unique et sa propriété, 1900)
- dänisch: (Den Eneste og hans Ejendom, 1901)
- spanisch: (El único y su propriedad, 1901, und 2010)
- italienisch: (L'unico, 1902)
- russisch: (Edinstvennyj i ego dostojanie, 1906)
- englisch: (The Ego and His Own, 1907)
- niederländisch: (De Eenige en z'n Eigendom, 1907)
- schwedisch: (Den ende och hans egendom, 1910)
- jiddisch: (Der eyntsiker un zayn eygentum, 1916)
- japanisch: (Yuiitsusha to sono shoyû, 1920)
- serbokroatisch: (Jedini i njegovo vlastništvo, 1976)
- katalanisch: (L'únic i la seva propietat, 1986),
- ungarisch: (Az egyetlen és tulajdona, 1991 – nur 2. Teil)
- polnisch: (Jedyny i jego własność, 1995)
- chinesisch: (Wei yi zhe ji qi suo you wu, 1997)
- griechisch: (O μοναδικός και το δικό του, 2002)
- portugiesisch: (O Único e a sua propriedade, 2004)
- tschechisch: (Jediný a jeho vlastnictví, 2010)
- türkisch: (Biricik ve Mülkiyeti, 2013)

## Nachweise
1. ↑  Alle Angaben zur Editionsgeschichte sind entnommen aus Bernd A. Laska: Ein heimlicher Hit. 150 Jahre Stirners „Einziger“. Eine kurze Editionsgeschichte. Nürnberg: LSR-Verlag 1994 (Abriss)
2. ↑  Hans G Helms: Die Ideologie der Anonymen Gesellschaft. Max Stirners ›Einziger‹ und der Fortschritt des demokratischen Selbstbewusstseins vom Vormärz bis zur Bundesrepublik, Köln 1966, S. 7
3. ↑  Max Stirner: Der Einzige und sein Eigentum, Stuttgart: Reclam 1981, S. 462
4. ↑  Vgl. dazu: Bernd A. Laska: Zur Neuedition von Stirners 'Einzigem' (21. Juni 2010)
5. ↑  Stirner selbst vermerkt dies auf den genannten Seiten (hier wie nachfolgend nach der Reclam-Ausgabe 1972)
6. ↑  Horst Stuke: Philosophie der Tat. Studien zur „Verwirklichung der Philosophie“ bei den Junghegelianern und den Wahren Sozialisten. Stuttgart 1963
7. ↑  [Max Stirner:] Recensenten Stirners. In: ders.: Parerga, Kritiken, Repliken. Nürnberg: LSR-Verlag 1985, S. 170
8. ↑  Karl Marx: Sankt Max. In: Die deutsche Ideologie. (Online-Version)
9. ↑  Wolfgang Eßbach: Die Bedeutung Max Stirners für die Genese des historischen Materialismus. Göttingen 1978; u.d.T. Gegenzüge. Eine Studie über die Kontroverse zwischen Stirner und Marx. Frankfurt/Main: Materialis 1982 (sehr materialreich)
10. ↑  Dass Nietzsche Stirners Buch gekannt hat, konnte belegt werden, nicht aber natürlich seine Lektüre und warum er es bei thematischer Nähe konsequent verschwieg. Einen Abriss der bisherigen Diskussionen sowie einen biographischen Fund, der eine neue Sicht auf die Frage erlaubt, gibt Bernd A. Laska: Nietzsches initiale Krise. In: Germanic Notes and Reviews, vol. 33, n. 2, fall/Herbst 2002, pp. 109–133
11. ↑  Brief an den Stirner-Biographen John Henry Mackay vom 5. Dezember 1893, in: GA 39, S. 193.
12. ↑  Panizza: Der Illusionismus und Die Rettung der Persönlichkeit, Volltext in Wikisource
13. ↑  Deutsches Theater Berlin: Deutsches Theater Berlin - Der Einzige und sein Eigentum, Ein Stück Musiktheater von Sebastian Hartmann und PC Nackt nach Max Stirner. Abgerufen am 17. Juni 2023.
14. ↑  "Der Einzige und sein Eigentum". 5. September 2022, abgerufen am 17. Juni 2023.

## Online-Texte/Weblinks
- Max Stirner: Der Einzige und sein Eigentum (mit Seitenkonkordanz 1845–1893–1972)
- Max Stirner: Recensenten Stirners Addendum zum „Einzigen“

Zur Stirner-Nietzsche-Debatte
- Nietzsches initiale Krise Darstellung der unbeendeten Debatte und neue These

Englisch
- The Ego and Its Own HTML
- Stirner's Critics – Stirner's reply to his critics, bilingual (addendum to “The Ego”)